# وپکو
وپکو، روستایی در دهستان آبادان بخش دامن شهرستان ایرانشهر در استان سیستان و بلوچستان ایران است.

## جمعیت
بر پایه سرشماری عمومی نفوس و مسکن در سال ۱۳۹۵، جمعیت این روستا برابر با ۸۱ نفر (۲۷ خانوار) بوده‌است.
1. ↑  «درگاه ملی آمار > سرشماری عمومی نفوس و مسکن > نتایج سرشماری > جمعیت به تفکیک تقسیمات کشوری سال 1395». www.amar.org.ir. دریافت‌شده در ۲۰۲۱-۰۱-۱۱.